# Ekaterina Bukina
Ekaterina Borisovna Bukina (em russo:  Екатерина Борисовна Букина; Angarsk, 5 de maio de 1987) é uma lutadora de estilo-livre russa, medalhista olímpica.

## Carreira
Bukina competiu na Rio 2016, na qual conquistou a medalha de bronze, na categoria até 75 kg.